# Hallowed Be Thy Name
Hallowed Be Thy Name – singel brytyjskiej heavymetalowej grupy Iron Maiden.
Tytułowy utwór pierwotnie został zamieszczony na albumie The Number of the Beast. Wersja z singla została zarejestrowana w Hali Olimpijskiej w Moskwie 4 czerwca 1993. Nagranie to zamieszczone jest także na albumie A Real Dead One.
„Hallowed Be Thy Name” opisuje myśli i uczucia człowieka, który niedługo ma zawisnąć na szubienicy. Początkowo doświadcza on strachu, by później zdać sobie sprawę, że tak naprawdę nie boi się śmierci. Co więcej wierzy, że powróci jeszcze na ten świat i przytacza w ostatnim wersie słowa modlitwy Ojcze nasz.
Początek utworu grany jest w dość wolnym tempie. Wokalista, Bruce Dickinson, śpiewa czystym głosem na stosunkowo niskich tonach. Część wprowadzająca jest znacznie spokojniejsza od kolejnego motywu, w którym muzycy znacznie zwiększają szybkość, uaktywniają się gitara basowa i perkusja, a Dickinson używa swojego wysokiego wokalu. Następna część to partia instrumentalna. Pierwsze solo gra Dave Murray, zaś drugie Janick Gers (w oryginalnej wersji, z płyty The Number of the Beast drugie solo grał Adrian Smith). Następnie rozpoczyna się wspólna partia obu gitar. Końcówkę utworu Bruce Dickinson śpiewa na bardzo wysokich tonach praktycznie przez cały czas stosując glissando.
Autorem tekstu oraz muzyki jest Steve Harris.
Zamieszczone na opisywanym singlu, a także albumie A Real Dead One nagranie „The Trooper” (ang. żołnierz) ma nieustalone miejsce oraz datę pochodzenia. W niektórych źródłach można odnaleźć informację iż utwór zarejestrowano w helsińskiej Ishall 5 czerwca 1992. To samo źródło podaje jednak, że tego samego dnia Iron Maiden odbyło koncert w Reykjavíku w Islandii, nie wspomina zaś o innych koncertach w rzeczonym dniu.
Utwór ten został wydany w 1984 jako singel.
Trzecia ścieżka, „Wasted Years” (ang. zmarnowane lata), to nagranie z 16 kwietnia 1993 z Bremy. W 1986 utwór ten wydano jako singel.
Podobnie jak w przypadku „The Trooper”, nie są ustalone miejsce i data nagrania „Wrathchild” (ang. „dziecko gniewu”). Szczegóły znajdują się w akapicie o drugiej ścieżce. „Wrathchild” miało zostać wydane jako singel w 1981, ale ostatecznie grupa postanowiła umieścić utwór na stronie B singla Twilight Zone (singel Iron Maiden).
Grafika na okładce, której autorem jest Derek Riggs, przedstawia Eddiego jako diabła, który przebija włócznią Bruce’a Dickinsona. Jest to ściśle powiązane z prawdziwymi wydarzeniami – opisywany singel był ostatnim, w którego nagrywaniu uczestniczył przed swoim odejściem z grupy wokalista Dickinson.

## Lista utworów
1. „Hallowed Be Thy Name” [live] (Steve Harris) – 7:51
2. „The Trooper” [live] (Steve Harris) – 3:53
3. „Wasted Years” [live] (Adrian Smith) – 4:41
4. „Wrathchild” [live] (Steve Harris) – 2:56

## Twórcy
- Bruce Dickinson – śpiew
- Dave Murray – gitara
- Adrian Smith – gitara, podkład wokalny
- Steve Harris – gitara basowa, podkład wokalny
- Clive Burr – perkusja